# M-121
La M-121 es una carretera de la Red Local de la Comunidad de Madrid. Con una longitud de 10,38 km, une Alcalá de Henares con el límite de provincia con Guadalajara, hacia Azuqueca de Henares.

## Trayecto
Esta vía une entre sí los municipios de Alcalá de Henares y Azuqueca de Henares. Continúa como GU-103 una vez dentro de la provincia de Guadalajara.

## Tráfico
Las cifras de intensidad media diaria (vehículos diarios) que se han registrado en 2023 se detallan en la tabla adjunta:
| KM    | Intensidad media diaria | % Vehículos pesados | Ubicación del P.K. de medición                   |
| ----- | ----------------------- | ------------------- | ------------------------------------------------ |
| 2,920 | 15.018                  | 4,27                | Entre Alcalá de Henares y Meco                   |
| 8,100 | 3.114                   | 6,42                | Entre Meco y límite de provincia con Guadalajara |